# Maximilien Bausart
Maximilien Louis Emile (Max) Bausart (Hoogstraten, 2 februari 1841 - Antwerpen, 12 maart 1915) was een Belgisch politicus voor de katholieke partij.

## Levensloop
Bausart was een zoon van Jean Louis Bausart, officier, schepen en directeur van het Bedelaarswerkhuis in Hoogstraten, en van Jeanne Wirtz. Hij was getrouwd met Mathilde Snieders.
Bausart promoveerde in 1865 tot doctor in de rechten aan de Katholieke Universiteit Leuven. Tijdens zijn studententijd was hij ondervoorzitter van het literair-culturele studentengenootschap Met Tijd en Vlijt. Hij werd advocaat aan de balie van Antwerpen (1865-1915). Hij was bij herhaling stafhouder van de Antwerpse balie (1887-1888, 1891-1892 en 1914-1915). Hij was de eerste advocaat aan de Antwerpse balie die vroeg om zijn eed in het Nederlands af te leggen.
Van 1872 tot 1892 was hij lid van de provincieraad voor de provincie Antwerpen, waarvan hij van 1890 tot 1892 de ondervoorzitter was. In januari 1892 werd hij katholiek volksvertegenwoordiger voor het arrondissement Antwerpen, in opvolging van Victor Jacobs. Hij zetelde slechts tot in juni van hetzelfde jaar. Hij vertegenwoordigde de Meetingpartij.
Na zijn periode als volksvertegenwoordiger werd hij een voorstander van het algemeen stemrecht. Als voorzitter van de Vlaamsche Christene Volksbond en de Nationale Christene Volkspartij patroneerde hij in 1895 het beginnende daensisme in Antwerpen.